# Pajor István (költő)
Pajor István (Ipolynyék, 1821. május 20. – Balassagyarmat, 1899. március 29.) királyi tanácsos, megyei árvaszéki elnök, jogász, költő, műfordító, a 19. századi Nógrád megyei irodalmi élet egyik központi alakja. Írói álnevei: az 1840-es években Káldor, később Csalomjai.

## Élete
Pajor József földbirtokos, megyei tisztviselő és Kalmár Johanna fia. Első oktatását rokona, Szontagh Ádám magánnevelőjétől nyerte Szemeréden és Százdon (Hont megye); a gimnáziumot Korponán 1830-34-ig a piaristáknál, 1834-36-ig a selmeci líceumban, 1836-1839 között a Pozsonyi Evangélikus Líceumban végezte; a jogot Losoncon 1839-40-ben Zsarnaytól a református kollégiumban tanulta. 1842-ben letette az ügyvédi vizsgát és 1847-ig mint kezdő ügyvéd Pesten működött, majd visszatért a Felvidékre, ahol magánügyvédi praxist kezdett, de emellett megyei megbízásokban is részesült. Jurátusként vett részt az utolsó rendi országgyűlésen, a szabadságharcot főhadnagyként harcolta végig. 1849-ben a magyar kormánybiztos szülővármegyéje aljegyzőjének nevezte ki, később a vármegye tisztifőügyésze lett. 1849-ben Boronkay Lajos kormánybiztos a Szentbenedeknél táborba szállt Görgei Artúrhoz küldte futárnak. Mint nemzetőrségi hadnagy, csapatával Vácig ment, honnét azonban a hadügyminiszter az összes csapatokat visszarendelte. 1849. július 9-én tisztviselőtársaival Komáromba menekült. A szabadságharc után 1850-től csalomjai ősi birtokán gazdálkodott és ügyvédi gyakorlatot folytatott. 1860-ban Balassagyarmatra költözött, 1867-től Nógrád vármegye tiszti ügyésze lett, 1872-ben újra megválasztották, mely hivatalát 1878-ig folytatta, amikor január 3-án árvaszéki elnök lett, mely tisztséget 12 évig viselte. Egyéb tanulmányai mellett, a nyelvészetieket művelte; magyar anyanyelvén kívül a német és szlovák nyelvet beszélte, és a francia, olasz, angol és spanyol nyelvek irodalmi termékeivel foglalkozott. A magyar nyelvészet terén eszmecseréket is folytatott, többek közt a Magyar Sajtóban Joannovics György, Vadnay Lajos és Nyakas Gáborral. 1877-ben a Madách Imrének emelendő szobor ügyében Nógrád vármegye által megkezdett agitációnak ő volt a vezető elnöke. A király 1882-ben királyi tanácsosi címmel tüntette ki. Hont és Nógrád vármegyék ünnepeire számos alkalmi ódát és prológot írt, amelyek közül többet a Kisfaludy Társaságban is bemutattak; ezen két megye 1892-ben 50 éves munkásságát jubileummal ülte meg. Külföldön 1867-ben Német- és Franciaországban utazott, 1874-ben pedig Felső-Ausztriában és Felső-Olaszországban. 1889-ben vonult nyugdíjba.

## Írói munkássága
A 19. század nógrádi irodalmi életének egyik központi alakja volt. Versei már az 1840-es években megjelentek különböző pesti lapokban (Honderü, Pesti Divatlap, Életképek, Athenaeum, Kritikai Lapok stb.). A dualizmus korában elsősorban helyi lapoknak írt. Horatius és Schiller fordításai jelentős helyet foglalnak el a magyar műfordítás-irodalomban.

## Munkái
- Költemények. Írta Csalomjai. Balassa-Gyarmat, 1859.
- Áldozatok, Imák. Witscheltől. For. a 20. kiadás után Csalomjai. Uo. 1859. (Ismert. Pesti Napló 30. sz.).
- Vázlatos jegyzetek a magyar nyelv és helyesírás körül. Írta Csalomjai. Pest, 1860.
- Quintus Horatius Flaccus Epistolái, ford. s az eredeti szöveg kiséretében jegyzetekkel ellátta Csalomjai. B.-Gyarmat, 1877.
- Horácz levele a Piso fivérekhez. (De arte poetica). Az eredetiből ford. Uo. 1881.
- Neologia és orthologia. Irta Csalomjai. Ugyanott, 1883.
- Schiller és Göthe epigrammái. Ford. Csalomjai. Uo. 1883.
- Cinna, vagy Augustus kegyelme. Tragédia öt felvonásban. Corneille után francziából ford. Bpest, 1886. (Olcsó Könyvtár 219.).
- Válasz Brassai röpiratára gróf Csáky Albin ellen. A röpiratban 1-195 pontok alatt foglalt kritikai észrevételek tüzetes czáfolata és Nagy Iván akadémiai tagnak a válasz szerzőjéhez intézett nyilt levelével. Uo. 1891.
- Emlékek és rajzok a 48 előtti jó világból. B.-Gyarmat, 1897.
- Tarka bokréta. Költemények. Uo. 1898.

### Kéziratban
- János király és Perikles Shakespeare után angolból ford.; Lamennais, Les parols d'un croyant, ford.